# Rolf Eisele
Rolf Eisele (* 27. Dezember 1933; † 4. Januar 2012) war ein deutscher Fußballspieler.

## Sportlicher Werdegang
Eisele rückte 1956 von den Amateuren zur – von Georg Wurzer trainierten, in der Oberliga Süd spielenden – Ersten Mannschaft des VfB Stuttgart auf. Dort wurde er in der Saison 1956/57 erstmals in Pflichtspielen als Rechtsverteidiger eingesetzt. Nachdem Eisele 1958 im Pokalfinale gegen Fortuna Düsseldorf mitgewirkt und mit dem VfB den DFB-Pokal gewonnen hatte, eroberte er einen Stammplatz in der Stuttgarter Mannschaft. Mit den drei Punktspielen im August und den zwei im Oktober ist er in seinen letzten fünf Oberligaspielen für die Schwaben eingesetzt worden. Während seiner Vereinszugehörigkeit zur Ersten Mannschaft hatte er 86 Punktspiele in der seinerzeit höchsten deutschen Spielklasse bestritten.